# Émile Dorrée
Émile Dorrée, né à Paris le 25 septembre 1883 et mort à Urville-Hague le 4 février 1959, est un peintre français.

## Biographie
Émile Dorrée naît  le 25 septembre 1883 dans le 10e arrondissement de Paris. D'origine cherbourgeoise par sa mère, il reçoit probablement le goût des arts de son père, originaire de Meaux, ferronnier d'art ayant travaillé pour la cathédrale Notre-Dame de Paris. Il acquiert et parfait sa formation à l'Académie Julian et dans les ateliers de peinture de Tony Robert-Fleury, Jules Adler et Georges Jules Moteley.
Membre du Salon des artistes français, il y expose dès 1911 ainsi qu'à la Société des paysagistes français. Il remporte aux Artistes français une médaille de bronze ainsi que le prix Raigecourt-Goyon en 1921 et une médaille d'argent en 1922. Il obtient aussi en 1924 le Prix des paysagistes français.
En 1924, il prend part à l'Exposition de Copenhague puis en 1925 à celle de Bordeaux et en 1929 à l'Exposition de Nice.
Sa rencontre en Normandie avec Georges Moteley, ancien disciple de Antoine Guillemet, affirme sa personnalité et développe son goût pour peindre d'après nature des paysages du Nord-Cotentin.
Il décide d'ailleurs de s'installer après la Seconde Guerre mondiale à Urville près de Cherbourg, pour se rapprocher de la Hague.
Émile Dorrée meurt le 4 février 1959 à Urville-Hague.
Émile Dorrée contribua à développer dans la région de Cherbourg un réel intérêt pour les arts. Il forma toute une génération d'artistes en ouvrant l'atelier de la Licorne.

## Récompenses et distinctions
- 1921, Salon des artistes français : médaille de bronze.
- 1922, Salon des artistes français : médaille d'argent.
- 1924 : prix des paysagistes français.
- 1928 : prix Henri Célos.
- 1929, Salon des artistes français : 1re médaille d'or.
- 1929 : prix Jean Corot.
- 1930 : prix Diaz.
- 1933 : prix du Maroc et prix de la Cie Transatlantique.
- 1933 : chevalier de la Légion d'honneur[3].
- 1934 : 1er prix du Maroc.